# Mandarinens son

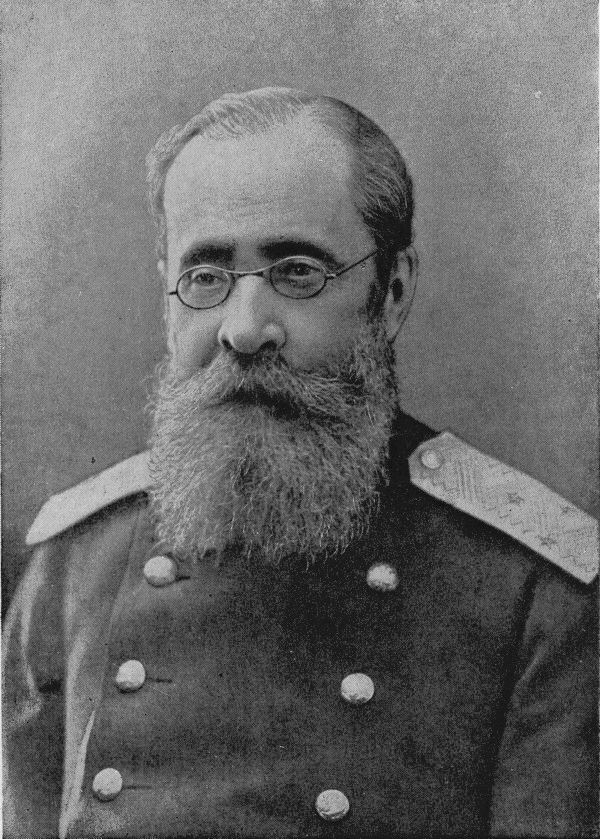
César Cui

Mandarinens (Сын мандарина på kyrilliska; Syn mandarina i translitteration) är en komisk opera i en akt med musik av César Cui från 1859. Librettot, som innehåller talad dialog, skrevs av Viktor Krylov.

## Historia
Inte så lite påverkan kom från den franska kompositören Daniel Auber, särskilt hans Le Cheval de bronze, vilken hade en liknande handling och som spelades i Sankt Petersburg vid denna tid.
Cui tillägnade operan sin hustru, Mal'vina Bamberg. (De hade gift sig föregående år.) Orkestreringen tillkom tack vare Milij Balakirev.

## Uppförandehistorik

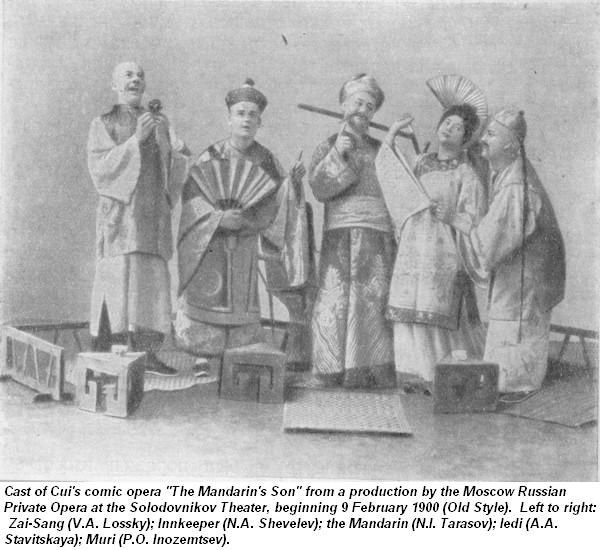
Sångarna i en uppsättning av Mandarinens son från 1900

Det första framförandet av Mandarinens son skedde internt. Den 22 februari 1859 spelades operan i Cuis svärföräldrars lägenhet i Sankt Petersburg till pianoackompanjemang. Bland sångarna återfanns Modest Mussorgskij i rollen som Mandarinen och Mal'vina som Värdshusvärdens dotter.
Det första framförandet inför publik skedde den 7 december 1878 i Sankt Petersburg av Клуб художников [Artisternas Klubb]. Efter det visade sig operan vara en av de få av Cuis operor som behöll populariteten i det kejserliga Ryssland. Men efter Cuis död verkar det som om operan försvann från de ryska repertoaren. Dock framfördes den 1998 av Pokrovskijs Kammarmusikteater i Moskva i en modifierad uppsättning.

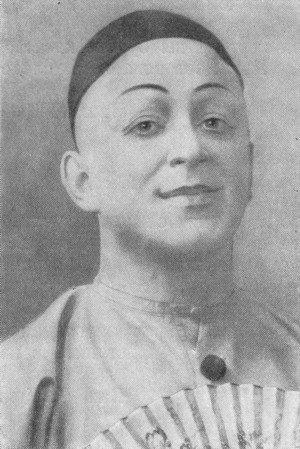
Sobinov som Muri, troligen 1901-1902

## Personer
| Roller                       | Stämma  | Premiärbesättning 22 februari 1859 (pianoackompanjemang av Cui och Balakirev) |
| ---------------------------- | ------- | ----------------------------------------------------------------------------- |
| Kau-Tsing, Mandarinen        | bas     | Modest Musorgskij                                                             |
| Zinzingu, Värdshusvärden     | baryton | P. I. Gumbin                                                                  |
| Iedi, hans dotter            | sopran  | Malʹvina Rafailovna Cui                                                       |
| Muri, hans tjänare           | tenor   | Ia. I. Chernjavskij                                                           |
| Zai-Sang, hans andra tjänare | bas     | N. N. Velʹjaminov                                                             |

## Handling
Plats:Ett värdshus i Kina
Värdshusvärden upptäcker att hans dotter Iedi är förtjust i hans tjänare Muri, varpå han beordrar Muri att ge sig av. Under tiden anländer en mandarin på jakt efter sin sedan länge försvunne son, som visar sig vara -- naturligtvis -- Muri.

### Allmänna källor
- Bernandt, G.B. Словарь опер впервые поставленных или изданных в дореволюционной России и в СССР, 1736-1959 [Dictionary of Operas First Performed or Published in Pre-Revolutionary Russia and in the USSR, 1836-1959]. Москва: Советский композитор, 1962, p. 288.
- Cui, César. Сын мандарина: комическая опера в одном действии [The Mandarin's Son:  comic opera in one act]. Ст.-Петербург: А. Битнер, 1859.
- _______.  Le fils du mandarin: opéra comique en un acte. Réduction pour chant et piano.  Leipzig:  Rahter, 1888.
- Krylov, V.A. "Композитор Ц.А. Кюи (отрывок из воспоминание)," Прозаические сочинения в двух томах,  т. 2  ["The Composer C.A. Cui (Fragment from Reminiscences)," Prose Works in Two Volumes, v. 2]. С. Петербург, 1908, pp. 289-300.
- Nazarov, A.F. Цезарь Антонович Кюи [Cezar' Antonovič Kjui]. Moskva: Muzyka, 1989.